# Якопо да Верона
Якопо да Верона (1355—1443) — итальянский художник эпохи Проторенессанса. Известен по циклу фресок оратория Сан-Микеле в Падуе, Венето. Фрески из Сан-Микеле входят в цикл падуанских фресок XIV века, признанных ЮНЕСКО частью Всемирного наследия.

## Биография
Информации о Якопо да Вероне и его жизни мало. Первым именно на эту фигуру обратил внимание итальянский искусствовед Джузеппе Биадего в своей книге «Художник Якопо да Верона и картины С. Феличе, С. Джорджио, С. Микеле ди Падуя» 1906 года.
Биадего исследовал гипотезу, вызвавшую множество споров среди историков искусства: гипотезе, предложенную Джозефом Арчером Кроу и Джованни Баттистой Кавалькаселле, согласно которой Якопо да Верона и Якопо Аванци были одним и тем же человеком. Биадего в своей книге доказательно опроверг эту гипотезу.
Первое сохранившееся свидетельство о Якопо да Верона датируется 1388 годом. Это нотариальный акт, удостоверяющий инвеституру земли в пользу Якопо, который там определен как «magistrum Jacopum pictorem condam domini Silvestri de S. Cecilia» (маэстро Якопо, художник, сын Сильвестра из прихода Св. Чечилии), свидетельство профессии художника и проживания в Контраде Санта-Чечилия в Вероне. Он назван сыном Сильвестро (уже умершего). В ряде других документов 1409, 1425 и 1433 годов Якопо так же проживает в Санта-Чечилии и обладает определенным достатком. Нет сомнений в статусе уважения, достигнутом Якопо в Вероне в начале XV века, подтвержденном его присутствием в качестве свидетеля в завещаниях и договорах третьих лиц.
7 апреля 1414 года, собираясь отправиться в паломничество к Собору святого Иакова в Сантьяго-де-Компостеле, Якопо оставил завещание, которое дает представление о его семье: жена Аньезе, мать (также Аньезе) и два сына — Баттиста и Сильвестро. Известно, что у него также был сын Ламберто, умерший в 1399 году.

По выводам Биадего, годом рождения художника был 1355 год, он прожил около 90 лет. Исходя из этjuj, Якопо да Верона мог участвовать, но не руководить работами по росписи капеллы Сан-Джакомо (капеллы Сан-Феличе) и оратория Святого Георгия (1377 и 1379 годы соответственно). Цикл фресок оратория Сан-Микеле, созданный Якопо да Верона (единственное произведение с автографом и засвидетельствованием), датирован 1397 годом. Подтверждением гипотезы Биадего является реестр гильдии художников 1382 года, в котором упоминаются Альтикьеро и Якопо Аванцо (Якопо сын Лоренцо), в то время, как Якопо да Верона во всех документах называется сыном Сильвестра.
Нет достоверных источников о живописном образовании Якопо. Он прибыл в Падую вслед за Альтикьеро в качестве участника росписи капеллы Сан-Джорджо. В музее Кастельвеккьо в Вероне есть несколько работ, приписываемых Якопо да Вероне, а также иллюстрированные им страницы книг и рукописи.

## Художественная деятельность
Единственная достоверная работа Якопо да Вероны — это цикл фресок оратория Сан-Микеле. Его авторство подтверждено достоверно благодаря наличию дарственной мемориальной доски, на которой, помимо имени художника, выгравирован 1397 год, как год завершения работ. Существует множество других работ, которые приписывались Якопо да Вероне, но в большинстве случаев — лишь на основании некоторого стилевого сходства.
Пьетро Тоэска в издании 1927 года Storia dell’arte italiana, II, Il Trecento приписывает Якопо да Верона полиптих в церкви Бои-ди-Каприно (музей Кастельвеккьо в Вероне) и фрагменты фрески саркофага Иларио Сангинацци в церкви Эремитани (Падуя). В 1944 году Серджио Беттини в своей работе «Джусто де Менабуой и искусство Треченто» признал руку Якопо да Вероны в фрагментах фресковой росписи капеллы Сан-Лодовико церкви Сан-Бенедетто, раскрытой в 1942 году во время реставрационных работ «…Я не думаю, что это сложно узнать… скромную и неуклюжую речь того Якопо да Верона, который в 1397 году расписал также в Падуе Ораторий Сан-Микеле…» Якопо предполагается в качестве соавтора Альтикьеро да Зевио в работе над панно с Богоявлением в Брере в каталоге выставки 1958 года «От Альтикьеро до Пизанелло». Карло Людовико Раггианти в 1961 году предполагал авторство Якопо в портретных вставках в баптистерии Падуи.
Важным исследованием произведений, приписываемых Якопо да Вероне, стала работа Джан Лоренцо Меллини 1962 года. Среди возможных работ художника указаны фрески в капелле Сангиначчи в Эремитани, фрески церкви Сан-Бенедетто, фрески капеллы Мадонны Мора в базилике Святого Антония в Падуе (большинство искусствоведов приписывает эти фрески Джотто), портретные вставки в нижних регистрах Баптистерия Падуи.
В 1968 году Мирелла Леви Д’Анкона предложила следующую хронологию падуанских живописных работ, приписываемых художнику:
- 1382—1384 — две фрески в оратории Сан-Джорджо: «Обезглавливание святой Екатерины» и «Похороны святой Люсии», на основе сравнения с фресками капеллы Бови и на подписи под второй сценой;
- 1391—1394 — фрески в капелле Сан-Лодовико церкви Сан-Бенедетто, разрушенной во время англо-американской бомбардировки 11 марта 1944 года;
- 1397—1400 — фреска, изображающая двух святых в капелле Сангиначчи церкви Эремитани, схожей со сценой смерти Богородицы в Сан-Микеле.

В 1973 году историк искусства Франческа Флорес Д’Арке опубликовала статью, в которой предполагала авторство Якопо на фреске Тондо с изображением Мадонны с Младенцем в церкви Эремитани, в полиптихе церкви Бои-ди-Каприно и во фреске гробницы Фракасторо на фасаде Сан-Фермо в Вероне (в настоящее время в музее Кастельвеккьо в Вероне). Искусствовед Мауро Лукко указывал на возможную руку Якопо в Мадонне с Младенцем из монастыря капитула в Базилике дель-Санто в Падуе (хранится в музее Антониано в Падуе). Лукко также приписывал художнику фресковый триптих, найденный во фрагментарном состоянии в церкви Сан-Николо в Падуе. Принадлежность Якопо да Вероне фрагмента фрески в капелле Сангиначчи в Эремитани предполагается искусствоведом Анной Марией Спиацци, в главе о Падуе в эссе "Живопись в Венето. XIV век.

### Миниатюра
Среди работ, приписываемых Якопо да Вероне, критики также выделили несколько иллюстрированных рукописей. Среди ученых первыми были Меллини и Фолена, которые в 1962 году приписывали художнику Падуанскую историческую Библию, «Antifonari della Collegiata di Monselice», «De Principibus Carrariensibus», Cronica de Carrariensibus и Estense Antiphonaries.
В 1968 году искусствовед Мирелла Леви Д’Анкона полагала, что узнала подпись Якопо да Вероны на иллюстрированной рукописи «Божественной комедии», указав на стилистическое сходство этой работы с фресками Оратория Сан-Микеле в Падуе.
В 2004 году Марта Минаццато в статье «Якопо да Верона» в «Биографическом словаре итальянских иллюминаторов» поставила под сомнение деятельность веронского художника как миниатюриста, опровергнув все предыдущие приписывания .